# Antoni Pająk

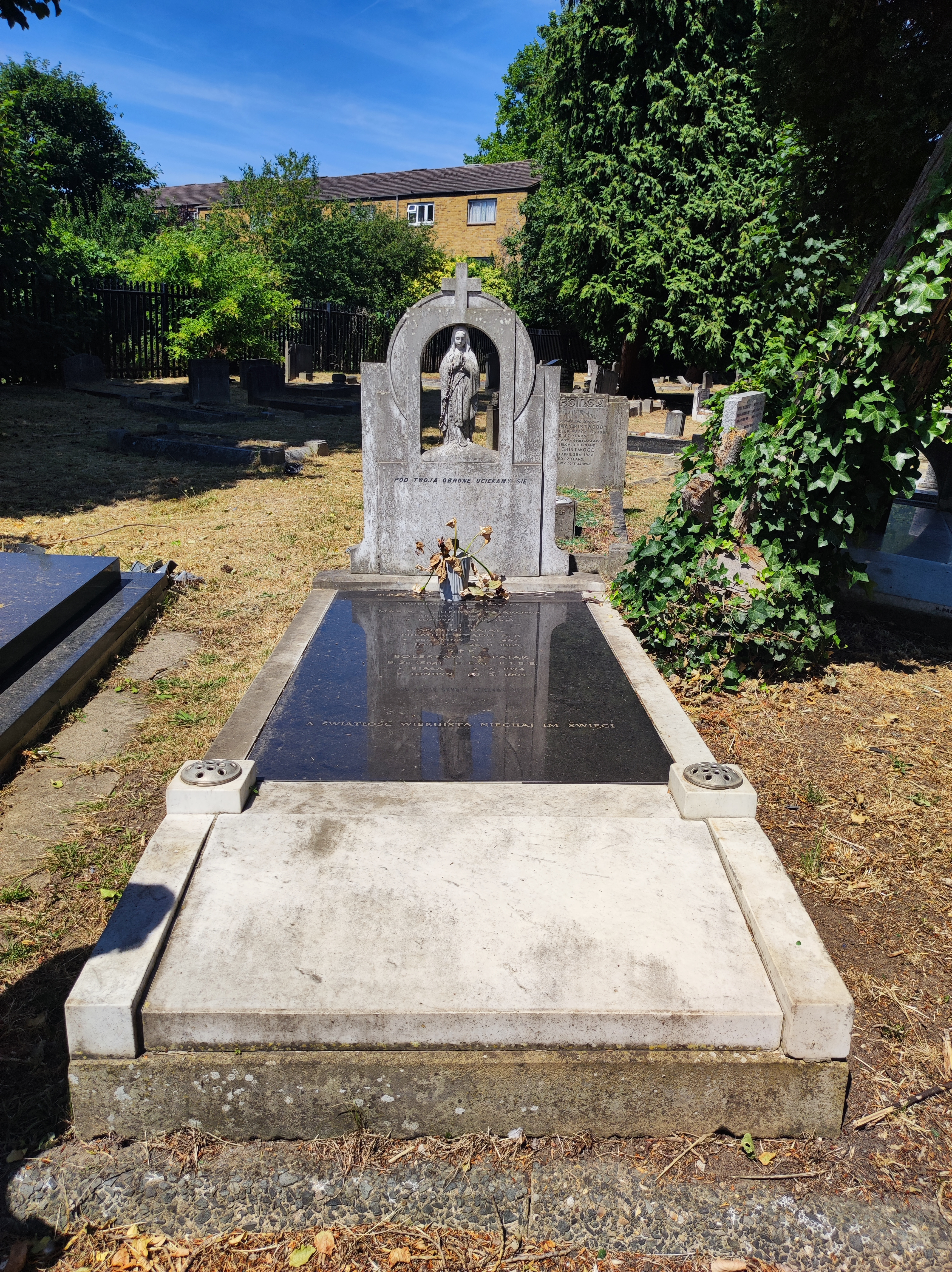
Grób Antoniego Pająka

Antoni Pająkⓘ (ur. 31 lipca 1893 w Bestwinie, zm. 26 listopada 1965 w Londynie) – polski polityk, działacz PPS, premier rządu RP na uchodźstwie w latach 1955–1965.

## Życiorys
Ukończył kilka klas szkoły ludowej w Bestwinie. Pracował od 1909 w fabrykach i kopalniach na Śląsku Cieszyńskim. Od 1911 należał do Polskiej Partii Socjalno-Demokratycznej Galicji i Śląska Cieszyńskiego, Towarzystwa „Sokół” i do Stowarzyszenia Młodzieży Robotniczej „Siła”. W latach 1914–1917 był żołnierzem II Brygady Legionów Polskich, w 1916 działał także w Polskiej Organizacji Wojskowej w grójeckiem. W 1917 został wcielony do armii austriackiej, po czym wysłano go na front rosyjski. Został ciężko ranny i zbiegł ze szpitala do Krakowa. Uczęszczał tam do Państwowej Szkoły Przemysłowej. W 1918 uczestniczył w rozbrajaniu wojsk austriackich. W styczniu 1919 został zwolniony z Wojska Polskiego jako inwalida wojenny.
W II RP od 1919 należał do Polskiej Partii Socjalistycznej. W latach 1920–1937 był członkiem Rady Naczelnej tej formacji, a w okresie 1922–1930 posłem na Sejm I kadencji i II kadencji. Był członkiem Związku Parlamentarnego Polskich Socjalistów.
W 1920 był członkiem Komitetu Obrony Państwa w Białej Krakowskiej. Przez wiele lat zasiadał w radzie tego miasta jako ławnik, a w latach 1927–1928 pełnił funkcję komisarza rządowego w tym mieście. Zasiadał też w zarządzie lokalnej Kasy Chorych (1923–1931, od 1928 jako prezes) i Spółdzielni Robotniczej. Działał w Związku Inwalidów Wojennych, którego był prezesem i wiceprezesem. Redagował ukazujący się do 1931 tygodnik „Wyzwolenie Społeczne”. W latach 1923–1930 przewodniczył zarządowi okręgowemu TUR w Białej. Od 1931 był przewodniczącym Zarządu Okręgowego Towarzystwa Uniwersytetu Ludowego. Był również redaktorem bielskich i krakowskich organów prasowych PPS („Naprzód” i „Robotnik”).
We wrześniu 1939 przeprowadził się wraz rodziną do Skałatu, pracował tam w hurtowniach monopolowych. W czerwcu 1940 został zesłany na Syberię. W 1942 pełnił funkcję delegata ambasady RP w Ałdanie w Jakucji. Został aresztowany i wydalony z ZSRR w lipcu 1942. Od września 1943 do lipca 1945 był delegatem Ministerstwa Pracy i Opieki Społecznej Rządu RP na uchodźstwie przy Armii Polskiej na Wschodzie. W marcu 1946 założył i redagował miesięcznik „Wolność”, który był pierwszym pismem PPS na Bliskim Wschodzie, a także w latach 1946–1948 redagował dziennik „Gazeta Polska”.
Od 1948 przebywał wraz z rodziną na emigracji w Wielkiej Brytanii. W 1950 powołał wraz z grupą prezydenta RP na uchodźstwie Augusta Zaleskiego Związek Socjalistów Polskich, został sekretarzem jego komitetu organizacyjnego. Był współzałożycielem polskich pism w Londynie: „Tygodnika”, „Gazety Powszechnej”, „Głosu Powszechnego” i „Rzeczpospolitej Polskiej”. W rządzie Stanisława Mackiewicza pełnił urząd ministra skarbu, a także kierownika Ministerstwa dla Spraw Obywateli Polskich na Obczyźnie. Następnie w rządzie Hugona Hankego ponownie był ministrem skarbu. W latach 1955–1965 pełnił urząd Prezesa Rady Ministrów rządu RP na uchodźstwie. Kierował w tym okresie trzema rządami (zmieniane były w 1957 i 1963). W dwóch pierwszych swoich rządach pełnił też urząd ministra skarbu, w drugim (od 1957 do 1959) kierownika Ministerstwa Zagadnień Polskiej Emigracji Politycznej, a w trzecim ministra informacji i dokumentacji. W okresie 1954–1965 był członkiem Rady Narodowej Rzeczypospolitej Polskiej. Zmarł na serce 5 miesięcy po złożeniu urzędu premiera. Spoczywa w rodzinnym grobowcu (1G, KK) na cmentarzu South Ealing w Londynie wraz z pierwszą żoną Marią i synem Bolesławem.

## Odznaczenia
- Wielka Wstęga Orderu Odrodzenia Polski (15 lipca 1965, za zasługi położone dla Rzeczypospolitej Polskiej w długoletniej i ofiarnej służbie)[3]
- Krzyż Niepodległości (1937)[4]
- Krzyż Walecznych (1922)
- Złoty Krzyż Zasługi (1935)
- Krzyż Legionów (1926)

## Życie prywatne
Syn Jana i Anny z domu Śmiłowskiej. W 1919 poślubił Marię z domu Gunia (1887–1959), działaczkę PPS, z którą miał dwójkę dzieci – Bolesława (1924–1994) i Czesławę (z męża Picheta). W 1963 ożenił się po raz drugi – z Jadwigą (która od 1973 była członkinią RN Związku Socjalistów Polskich na Obczyźnie).